# 959
Évszázadok: 9. század – 10. század – 11. század
Évtizedek: 900-as évek – 910-es évek – 920-as évek – 930-as évek – 940-es évek – 950-es évek – 960-as évek – 970-es évek – 980-as évek – 990-es évek – 1000-es évek
Évek: 954 – 955 – 956 – 957 –  958 – 959 – 960 – 961 – 962 – 963 – 964

## Események

### Európa
- 54 éves korában meghal Bíborbanszületett Konstantin bizánci császár. Utódja 21 éves fia, II. Rómanosz. A pletykák szerint a császárt a fia vagy a menye mérgezte meg.
- II. Berengár itáliai király dél felé indít hadjáratot. Betör a Pápai Állam területére és megszállja a Spoletói Hercegséget. XII. János pápa Ottó német királytól kér segítséget.
- Meghal III. Pietro Candiano velencei dózse. Utódjául száműzött fiát, IV. Pietro Candianót választják meg, aki ekkor Berengár oldalán harcol Spoleto ellen. Pietro zárdába kényszeríti közrendű származású, korábban egyszer már elvált feleségét, Giovannicciát, mert a velencei arisztrokrácia botrányosnak tartja hogy egy ilyen nő legyen a dózse felesége.
- Brúnó lotaringiai herceg és kölni érsek (Ottó német király öccse) Alsó- és Felső-Lotaringiára osztja hercegségét. Előbbit Gottfried hainaut-i, utóbbit Frigyes bari grófra bízza.
- A 19 éves Eadwig dél-angliai király váratlanul meghal. Országrészét Észak-Angliát uraló 16 éves öccse, Edgar örökli. Edgar kinevezi Dunstan worcesteri és londoni püspököt Canterbury érsekévé.
- Olga kijevi fejedelemasszony – miután Bizánctól nem kapott elegendő támogatást térítési próbálkozásaihoz – Ottó német királytól kér püspököt és papokat népe számára.

### Kína
- Meghal Csaj Zsung, a Kései Csou-dinasztia 38 éves császára. Utóda fia, a 6 éves Kuo Zung-hszün.

## Születések
- Enjú, japán császár
- Jese-Ö, tibeti lámakirály

## Halálozások
- július 27. – Csaj Zsung, a Kései Csou-dinasztia császára
- október 1. – Eadwig, angol király
- november 9. – Bíborbanszületett Konstantin, bizánci császár
- III. Pietro Candiano, velencei dózse

## Fordítás
- Ez a szócikk részben vagy egészben  a(z)   959 című angol Wikipédia-szócikk ezen változatának fordításán alapul.  Az eredeti cikk szerkesztőit annak laptörténete sorolja fel. Ez a jelzés csupán a megfogalmazás eredetét és a szerzői jogokat jelzi, nem szolgál a cikkben szereplő információk forrásmegjelöléseként.